# Акын Жакып
Акын-Жакып (каз. Ақын-Жақып) — упразднённое село в Туркестанской области Казахстана. Находилось в подчинении городской администрации Арыса. Входило в состав Акдалинского сельского округа.  Исключено из учётных данных в 2023 году.
Код КАТО — 611633200.

## Население
По данным 1999 года в селе проживало 256 человек. По данным переписи 2009 года, в селе проживали 56 человек.